# Asmate irrorata
Asmate irrorata là một loài bướm đêm trong họ Geometridae.